# Cartoceto (olio di oliva)
Il Cartoceto è un olio d'oliva a denominazione di origine protetta tipico del territorio di Cartoceto e di alcuni comuni limitrofi. Il riconoscimento del marchio di certificazione DOP per il Cartoceto è stato ottenuto nel 2004 e rimane a tutt'oggi l'unico nell'ambito territoriale della Regione Marche.
L'areale di produzione della DOP Cartoceto copre i territori comunali di Cartoceto, Mombaroccio, Colli al Metauro (escluso il territorio dell'ex-comune di Montemaggiore al Metauro) e Fano (zona a nord del fiume Metauro).
L'olio extravergine d'oliva del territorio cartocetano, anche quando privo di certificazione DOP, costituisce comunque un prodotto tipico locale con specifiche caratteristiche organolettiche, a seguito delle quali la giusta terminologia per indicarlo è "olio Cartoceto" o "il Cartoceto".

## Dettagli
L'olio extravergine di oliva DOP Cartoceto è prodotto principalmente dalle varietà di olivo raggiola, frantoio e leccino e da altre varietà minori. Nello specifico, come previsto dalla disciplinare, nel DOP Cartoceto le dette cultivar raggiola, frantoio e leccino devono essere presenti in misura non inferiore al 70%, congiuntamente o singolarmente; viene ammessa la presenza delle diverse varietà (raggia, moraiolo, pendolino, maurino, carboncella, nebbia o rosciola) fino ad un massimo complessivo del 30%, congiuntamente o singolarmente.
Le olive utilizzate nella produzione del DOP Cartoceto devono essere prodotte nei territori collinari dei municipi vocati all'olivicoltura aventi le caratteristiche ed il livello qualitativo previsti dalla disciplinare di produzione. La zona di produzione comprende gli interi territori amministrativi di Cartoceto e Mombaroccio, quelli degli ex-comuni di Saltara e Serrungarina (dal 2016 fusi nel comune sparso di Colli al Metauro assieme a Montemaggiore al Metauro) e parte del territorio comunale di Fano (nello specifico, tutto il versante collinare  delimitato a nord dalla strada statale Flaminia fino all'incrocio con la strada statale Adriatica (versante sud) ed il confine amministrativo del versante nord rispetto al fiume Metauro.
L'olio Cartoceto con il marchio DOP non può essere messo in commercio prima di aver ottenuto la relativa certificazione prevista dalla disciplinare di produzione presieduta dal Consorzio di Tutela e Valorizzazione dell'Olio DOP Cartoceto, il quale ricopre l'incarico ministeriale per le mansioni ispettive in collaborazione con l'organismo Agroqualità di Roma.